# Alpii Ötztal
Alpii Ötztal (italiană Alpii Venoste; germană Ötztaler Alpen) fac parte din Alpii Centrali și cea mai mare parte din Alpii Răsăriteni, fiind amplasați în Tirol, Austria și Italia. Cel mai înalt vârf Wildspitze cu altitudinea de 3768 m deasupra n.m. , Alpii Venoste fiind platoul cel mai înalt din Alpii Răsăriteni. Cu toate că Großglockner (3.798 m) (masivul Hohe Tauern) este mai înalt, însă masivul nu are o înălțime constantă de peste 3000 de m. Ötztaler Alpen, sau Alpii Venoste cuprind regiuni întinse cu zone de climă foarte variată, datorită topografiei diferite a regiunii.
Aici a fost găsit Ötzi, omul zăpezilor, în anul 1991.

## Munți vecini
- Lechtaler Alpen (nordul Austriei)
- Mieminger Kette (situat la nord-vest)
- Stubaier Alpen (la est)
- Sarntaler Alpen (la sud-est)
- Ortler-Alpen (la sud)
- Sesvennagruppe (la vest)
- Samnaungruppe (la nord-vest)

## Delimitare
La nord Ötztaler Alpen sunt limitați de valea Innului care primește la Landeck (Tirol) apele afluentului Sanna. La est sunt mărginiți de valea Ötztal, la sud de cursul lui Etsch (Vinschgau) iar la vest și nord-vest de cursul Innului dintre Landeck și Nauders.
Trecătoarea  Timmelsjoch face legătura dintre Ötztaler Alpen și Stubaier Alpen, iar trecătoarea Reschenpass face legătura cu masivul Sesvennagruppe.

## Subdiviziuni
- Geigenkamm (cel mai inalt vf.: Hohe Geige, altitudinea de 3393 m deasupra n.m.)
- Kaunergrat (cel mai inalt vf.: Watzespitze, altitudinea de 3532 m deasupra n.m.)
- Glockturmkamm (cel mai inalt vf.: Glockturm, altitudinea de 3353 m deasupra n.m.)
- Nauderer Berge (cel mai inalt vf.: Mittlerer Seekarkopf, altitudinea de 3063 m deasupra n.m.)
- Weißkamm (cel mai inalt vf.: Wildspitze, altitudinea de 3774 m deasupra n.m.)
- Hauptkamm, bestehend aus Schnalskamm und Gurgler Kamm (cel mai inalt vf.: Weißkugel, altitudinea de 3739 m deasupra n.m.)
- Texelgruppe (cel mai inalt vf.: Roteck, altitudinea de 3336 m deasupra n.m.)
- Saldurkamm (cel mai inalt vf.: Schwemser Spitze, altitudinea de 3459 m deasupra n.m.)
- Planeiler Berge (cel mai inalt vf.: Äußerer Bärenbartkogel, altitudinea de 3473 m deasupra n.m.)

## Vârfuri mai înalte
- Wildspitze, altitudinea de 3768 m deasupra n.m. altitudinea de 3770 m deasupra n.m.
- Weißkugel, altitudinea de 3738 m deasupra n.m.
- Hinterer Brochkogel, altitudinea de 3635 m deasupra n.m.
- Hintere Schwärze, altitudinea de 3628 m deasupra n.m.
- Similaun, 3599 m (altitudinea de 3606 m deasupra n.m.
- Vorderer Brochkogel, altitudinea de 3565 m deasupra n.m.
- Innerer Bärenbartkogel, altitudinea de 3557 m deasupra n.m.
- Ötztaler Urkund, altitudinea de 3556 m deasupra n.m.
- Östliche Marzellspitze, altitudinea de 3555 m deasupra n.m.
- Großer Ramolkogel, altitudinea de 3549 m deasupra n.m.